# Repräsentantenhaus von Maine

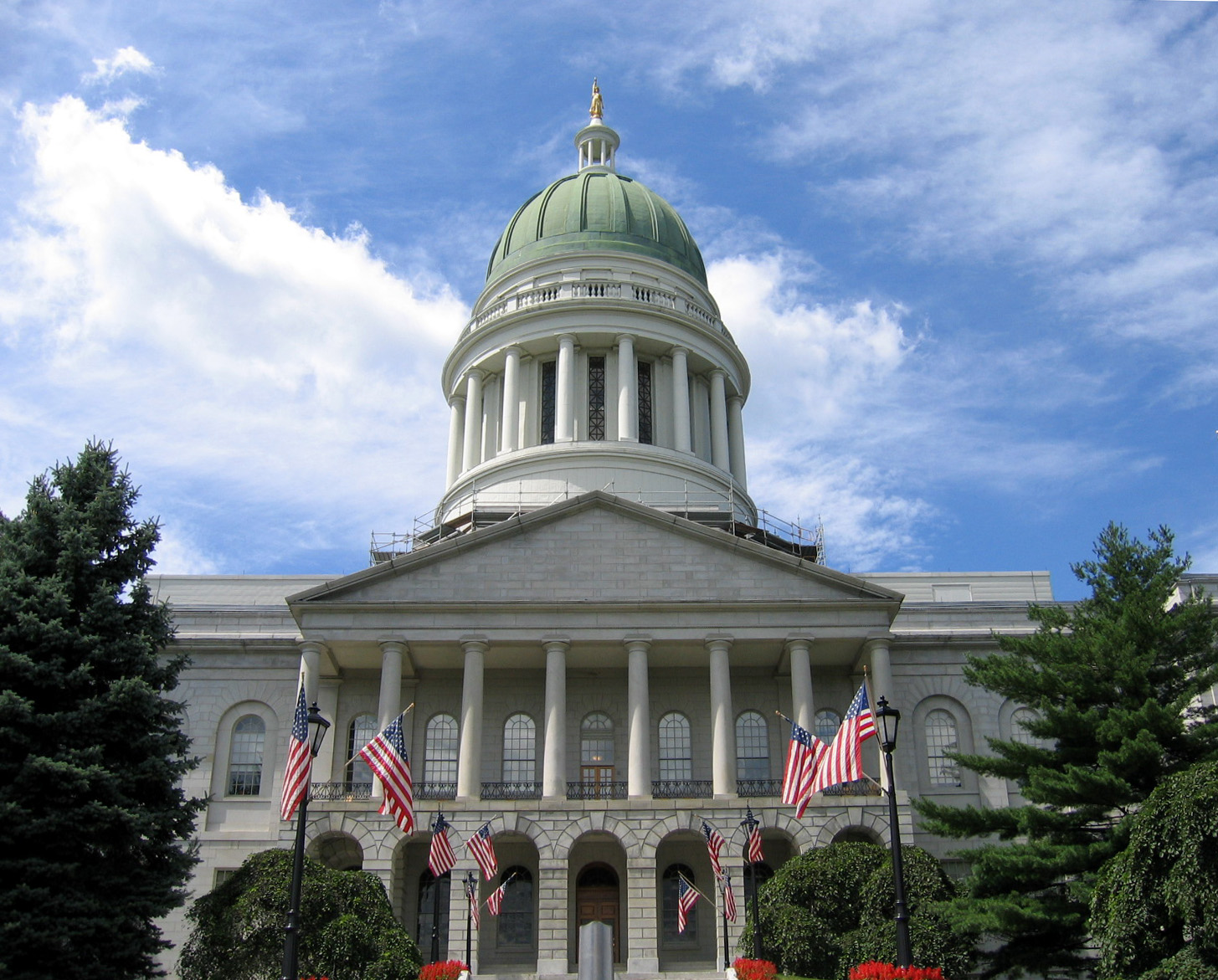
Maine State House

Das Repräsentantenhaus von Maine (Maine House of Representatives) ist das Unterhaus der Maine Legislature, der Legislative des US-Bundesstaates Maine.
Die Parlamentskammer setzt sich aus 151 Abgeordneten (zuzüglich drei nicht stimmberechtigter Abgeordnete) zusammen, die jeweils einen Wahldistrikt mit durchschnittlich 8.450 Einwohnern repräsentieren. Weil das Repräsentantenhaus von Maine auf Teilzeitbasis ausgerichtet ist, gehen die Abgeordneten gewöhnlich einer Nebenbeschäftigung nach. Der Sitzungssaal des Repräsentantenhauses befindet sich gemeinsam mit dem Staatssenat im Maine State House in der Hauptstadt Augusta.

## Struktur der Kammer
Vorsitzender des Repräsentantenhauses ist der Speaker of the House. Er wird zunächst von der Mehrheitsfraktion der Kammer ebenfalls für eine zweijährige Amtszeit gewählt, ehe die Bestätigung durch das gesamte Parlament folgt. Der Speaker ist auch für den Ablauf der Gesetzgebung verantwortlich und überwacht die Abstellungen in die verschiedenen Ausschüsse. Amtsinhaber ist seit 2016 die Demokratin Sara Gideon.
Weitere wichtige Amtsinhaber sind der Mehrheitsführer (Majority leader) und der Oppositionsführer (Minority leader), die von den jeweiligen Fraktionen gewählt werden. Majority Leader für die Demokraten ist Matt Moonen (seit 2018), als Minority Leader für die Republikaner fungiert Kathleen Dillingham (seit 2018).

## Zusammensetzung nach der Wahl im Jahr 2018
| Partei                             | Partei                             | Abgeordnete     |
| ---------------------------------- | ---------------------------------- | --------------- |
|                                    | Republikanische Partei             | 56              |
|                                    | Demokratische Partei               | 88              |
|                                    | parteilos                          | 6               |
| Summe                              | Summe                              | 150 (+1 vakant) |
| nicht stimmberechtigte Abgeordnete | nicht stimmberechtigte Abgeordnete | 1 (+2 vakant)   |

Die nächste Wahl ist für 3. November 2020 angesetzt. Das neugewählte Repräsentantenhaus wird erstmals vermutlich im Dezember 2020 zusammentreten.

### Nicht stimmberechtigte Abgeordnete
Die drei nicht stimmberechtigten Abgeordneten repräsentieren die Penobscot-Nation (derzeit vakant), den Passamaquoddy-Stamm (derzeit Rena Newell) und den Maliseet-Stamm (derzeit vakant). Gesetzgebung bezüglich der indigenen Bevölkerung und ihrer Landansprüche fördern, sowie andere Gesetze, die vorher durch das Repräsentantenhaus eingebracht wurden mitfördern; jedoch ist es ihnen nicht erlaubt, ein Gesetz zur Abstimmung einzureichen. Der Penobscot- und der Passamaquoddy-Abgeordnete sind auch berechtigt, als nicht stimmberechtigte Mitglieder den Joint Standing Committees während der Hearings und der Ausführungen beizusitzen.

### Unabhängige und andere Parteien
Wegen einer starken parteiunabhängigen, politischen Tradition in Maine war das Repräsentantenhaus von Maine zugänglich für einige der prominentesten unabhängigen Politiker des Staates. Von 2002 bis 2006 war der Abgeordnete John Eder aus dem 118. Wahlbezirk (Portland) für die Maine Green Independent Party im Repräsentantenhaus und damit der damals höchste gewählte grüne Politiker in den USA. Bei der Wahl von 2006 verlor Eder seinen Sitz an den demokratischen Herausforderer.